# Peace Sells... But Who's Buying?
Peace Sells... But Who's Buying? —en español: La paz se vende… ¿pero quien la compra?— es el segundo álbum de estudio del grupo de thrash metal Megadeth lanzado el 19 de octubre de 1986 por Capitol Records. La mezcla original fue hecha en Combat Records por el coproductor Randy Burns, pero tras la compra de Capitol, Paul Lani fue encargado de hacer un nuevo mixing. La grabación del álbum fue conflictiva, debido a los problemas con drogas que tenían los integrantes, resultando en el despido del guitarrista Chris Poland y el baterista Gar Samuelson, poco después de finalizar el tour promocional. La portada fue diseñada por Ed Repka y destaca la aparición de Vic Rattlehead (quién se volvió la mascota oficial del grupo) vendiendo los restos de los cuarteles de las Naciones Unidas.
Es considerado como un estandarte del metal extremo, y uno de los más influyentes en las generaciones posteriores; también forma parte de muchas listas de "Los mejores discos" de diversos críticos como: el libro 1001 discos que escuchar antes de morir de Robert Dimery, o el Top 500 álbumes de Heavy Metal de Martin Popoff.

## Antecedentes y grabación
En una entrevista para Metal Forces en diciembre de 1985, el líder Dave Mustaine reveló que el grupo ya había comenzado a escribir nuevo material para el segundo álbum. Dijo que dos canciones («Black Friday» y «Bad Omen») estaban terminadas y las describió como un "desenfoque total", siendo mucho más rápidas que «Rattlehead», canción de su álbum debut, Killing Is My Business... and Business Is Good! Hablando sobre el contenido lírico de Peace Sells..., Mustaine y el bajista David Ellefson declararon que querían cambiar la percepción pública del heavy metal escribiendo canciones que contuvieran letras con conciencia social. Mustaine señaló además que la banda no ignoraba la situación política en ese momento, y que algunas de sus creencias políticas se reflejaban en las canciones. El crítico profesional de rock Steve Huey señaló la combinación del álbum de "conciencia política punk con una cosmovisión oscura, amenazante y típicamente heavy metal".
Durante los primeros dos meses de 1986, Megadeth comenzó una breve gira por la costa este de los Estados Unidos. En los espectáculos, que fueron prácticamente una continuación de la gira Killing for a Living, el grupo interpretó varias canciones de su próximo álbum. Después de la conclusión de la gira, la banda tenía la intención de comenzar a hacer el disco en el estudio Music Grinder en Melrose Avenue en Hollywood. Mustaine tomó el nombre del álbum de un artículo de Reader's Digest, que se tituló "Peace Would Sell But No One Would Buy It". Su sello en ese momento, Combat Records, proporcionó un presupuesto de grabación de $ 25,000, lo que permitió a la banda contratar a un productor independiente, Randy Burns. La grabación del álbum resultó ser muy difícil para la banda, porque Mustaine y Ellefson no tenían hogar en ese momento. Además, el guitarrista Chris Poland y el baterista Gar Samuelson no aparecerían durante horas debido a su adicción a la heroína. Poco después de que la banda terminó las grabaciones finales del álbum para Combat, Tim Carr, un representante de A&R de Capitol Records, se les acercó. Después de asegurar un contrato con el grupo, Capitol contrató al productor Paul Lani para que remezclara las mezclas originales hechas por Randy Burns, el productor anterior.

## Lanzamiento y promoción
Peace Sells... But Who's Buying? fue lanzado el 19 de septiembre de 1986. Las ilustraciones del álbum fueron diseñadas por Ed Repka, quien continuaría haciendo otras obras para el grupo. La portada muestra a la mascota del grupo, Vic Rattlehead, frente a un edificio en ruinas de las Naciones Unidas. Él es retratado como un agente de bienes raíces, que vende los restos devastados de la sede de la organización. Repka considera que la portada de arte es un "hito significativo" en su carrera.
La canción principal se lanzó como sencillo, para la cual el grupo filmó su primer video. En 1987, se hizo un video para el segundo sencillo, «Wake Up Dead», el cual mostró al grupo actuando en una jaula de acero. Poco después del lanzamiento del álbum, Megadeth comenzó una gira como grupo telonero para Motörhead. La gira tuvo lugar en California y el suroeste de los Estados Unidos. Sin embargo, debido a los desacuerdos entre los representantes de los dos grupos, Megadeth fue sacado de los últimos tres conciertos. Después del breve período con Motörhead, Megadeth se sumó como el acto de apertura en la gira Constrictor de Alice Cooper, que tuvo lugar a principios de 1987. Más tarde, en 1987, después de que terminó la gira promocional del álbum, Mustaine despidió a Poland y Samuelson debido a sus problemas de abuso de sustancias.

## Lista de canciones
Todas las canciones fueron escritas por Dave Mustaine, excepto «I Ain't Superstitious», escrita por Willie Dixon:
| N.º   | Título                         | Escritor(es)  | Duración |  |
| 1.    | «Wake Up Dead»                 | Dave Mustaine | 3:41     |  |
| 2.    | «The Conjuring»                | Dave Mustaine | 5:04     |  |
| 3.    | «Peace Sells»                  | Dave Mustaine | 4:04     |  |
| 4.    | «Devil´s Island»               | Dave Mustaine | 5:05     |  |
| 5.    | «Good Mourning / Black Friday» | Dave Mustaine | 6:41     |  |
| 6.    | «Bad Omen»                     | Dave Mustaine | 4:05     |  |
| 7.    | «I Ain't Superstitious»        | Willie Dixon  | 2:46     |  |
| 8.    | «My Last Words»                | Dave Mustaine | 4:49     |  |
| 47:24 |                                |               |          |  |

| 2004 bonus tracks |                                                |          |  |
| N.º               | Título                                         | Duración |  |
| 9.                | «Wake Up Dead» (Randy Burns mix)               | 3:40     |  |
| 10.               | «The Conjuring» (Randy Burns mix)              | 5:02     |  |
| 11.               | «Peace Sells» (Randy Burns mix)                | 4:00     |  |
| 12.               | «Good Mourning/Black Friday» (Randy Burns mix) | 6:40     |  |